# Zuber (Einheit)
Der Zuber, auch Zober, war ein Hohlmaß in Deutschland und der Schweiz. Das Maß hatte vier große Anwendungsbereiche. Man nutzte es als Getreidemaß, Flüssigkeitsmaß (Weinmaß), als Salzmaß und als Kalk- und Kohlenmaß. Der Zuber kann mit dem Scheffel verglichen werden. In Lausanne (Kanton Waadt) in der Schweiz nannte man das Maß auch Müdd/Muid.

## Getreidemaß
Der  1810 eingeführte Zuber im Großherzogtum Baden war als Getreidemaß hatte 1500 Liter oder 15 Hektoliter. Die vorgegebene Maßkette war
- 1 Zuber = 10 Malter = 100 Sester = 1000 Meßlein = 10.000 Becher
- 1 Zuber = 75.618 8/9 Pariser Kubikzoll = 1500 Liter

## Flüssigkeitsmaß
Der Zuber als Flüssigkeitsmaß war vorwiegend in der Schweiz im Kanton Bünden verbreitet. Hier galt 
- 1 Zuber = 10 Viertel = 80 Maaß = 320 Quartlein = 5360 Pariser Kubikzoll  = 106,5 Liter
- 1 Fuder = 8 Zuber = 80 Viertel = 640 Maß = 2460 Quartlein = 42.880 Pariser Kubikzoll = 850 Liter

## Kohlenmaß
Im Kanton Luzern und im Kanton Schaffhausen war er ein Kohlenmaß, entsprach dem Schweizer Malter und in 
- Luzern  1 Zuber = 10 Viertel[1]
- Schaffhausen 1 Zuber =  25 Viertel = 2 ½ Malter = 18.904,664 Pariser Kubikzoll = 375 Liter[2]

Im Königreich Württemberg war der Zuber als Kalk- und Kohlenmaß bekannt.
Die Maßkette war
- 1 Zuber = 5 Immi = 40 Maß = 3704 2/5 Pariser Kubikzoll = 73,5 Liter
- 1 Zuber = 20 württemberg. Kubikfuß in Stahlwerken[3]

## Salzmaß
Im preußischen Sachsen war in Halle in den Salzwerken der Zuber als Salzmaß in Anwendung.
- 1 Zuber Salzsohle = 8 Eimer (Fülleimer) = 480 Quart
- 5 Zuber = 1 Pfanne
- 60 Zuber = 1 Quart
- 240 Zuber = 1 Stuhl